# Vincenzo Colamartino
Vincenzo Colamartino va ser un ciclista italià que competia com amateur. Es va especialitzar en la pista. Guanyador de d'una medalla de plata al Campionat del món de mig fons de 1987. L'any següent va quedar campió, però va ser desposseït de la medalla per donar positiu en testosterona. Posteriorment va ser suspès amb dos anys.